# 魯德尼亞 (索斯尼齊亞區)
魯德尼亞（烏克蘭語：Рудня）是烏克蘭北部的村莊，隸屬切爾尼希夫州的科留基夫卡區。該村始建於1500年，面積1.16平方公里，海拔高度129米，2001年人口261，人口密度每平方公里225人。